# Pedro Rodríguez (cardinale)
Pedro Rodríguez (detto Pedro Hispano o Ispano) (Castiglia, ... – Avignone, 20 dicembre 1310) è stato un cardinale e vescovo cattolico spagnolo.

## Biografia
- Morì ad Avignone nel tardo 1310 e la sua salma fu traslata a Roma e sepolta nella basilica vaticana, vicino alla tomba di papa Bonifacio VIII.
- L'effigie sulla sua tomba riportava:

Anche nella cattedrale di Burgos è conservato un monumento funebre del cardinale, creando tra gli storici alcune divergenze: alcuni ritengono che il cardinale ed il vescovo siano state due distinte persone.

## Genealogia episcopale e successione apostolica
La genealogia episcopale è:
- Papa Benedetto XI
- Cardinale Pedro Rodríguez

La successione apostolica è:
- Vescovo Robert Walrand (1306)
- Arcivescovo Heinrich III von Anhalt (1306)
- Vescovo Fearchar Belegaumbe (1306)
- Vescovo Ralph Baldock (1306)
- Arcivescovo William Greenfield (1306)
- Arcivescovo Bartolomeo Staufer de Antiochia (1306)
- Arcivescovo Tommaso (Tamás) II di Esztergom (1306)